# Gråharun (vid Ytterstholm, Nagu)
Gråharun är en ö nära Högsar i Nagu,  Finland. Den ligger i Skärgårdshavet i Pargas stad i den ekonomiska regionen  Åboland i landskapet Egentliga Finland, i den sydvästra delen av landet. Ön ligger omkring 7 kilometer söder om Högsar, 12 kilometer söder om Nagu kyrka, 47 kilometer sydväst om Åbo och omkring 170 kilometer väster om Helsingfors. Närmaste allmänna förbindelse är förbindelsebryggan vid Östra Rockelholm som trafikeras av M/S Cheri.
Öns area är 1,8 hektar och dess största längd är 200 meter i sydväst-nordöstlig riktning. Närmaste större samhälle är Nagu, 12,3 km norr om Gråharun.